# FLTK
Fast, Light Tool kit — крос-платформова бібліотека інструментів з відкритим початковим кодом (ліцензія LGPL) для побудови графічного інтерфейсу користувача (GUI).

## Історія
Спочатку проект назвався FL (Forms Library). При переході в open source з'ясувалося, що пошук за назвою FL практично неможливий - абревіатура FL також означає штат Флорида. Тому пакунок був перейменований в FLTK (FL Toolkit), пізніше йому був придуманий бекронім Fast, Light Toolkit.
FLTK почав розроблятися як заміна бібліотеці XForms, а пізніше був портований на Mac OS і Windows. FLTK з'явився раніше, ніж інші популярні бібліотеки для створення GUI, але був практично невідомий до 1998 року.

## Особливості
FLTK являє собою бібліотеку віджетів і працює на ОС UNIX/Linux X11, Microsoft Windows і Mac OS X. Малий обсяг бібліотеки робить її придатною для використання у вбудованих системах.
Для вбудованих систем на основі embedded Linux можливі такі варіанти: 
- FLTK + nxlib + nano-X (досить стабільно працює, але є проблеми з кирилицею)
- FLNX - порт FLTK 1.0.7 на nano-X (працює тільки з версією 0.92)
- DirectFB FLTK - порт FLTK на DirectFB + власне сам DirectFB (ця збірка нестабільна і не вміє малювати шрифти)

## Приклад
Цей приклад для FLTK 1.x створює вікно з кнопкою «Ok»:
```
#include
 
<FL/Fl.H>

#include
 
<FL/Fl_Window.H>

#include
 
<FL/Fl_Button.H>

int
 
main
 
(
int
 
argc
,
 
char
 
*
argv
[])
 
{

  
Fl_Window
*
 
w
 
=
 
new
 
Fl_Window
 
(
330
,
 
190
);

  
new
 
Fl_Button
 
(
110
,
 
130
,
 
100
,
 
35
,
 
"Ok"
);

  
w
->
end
();

  
w
->
show
 
(
argc
,
 
argv
);

  
return
 
Fl
::
run
();

}

```

## Програмне забезпечення, побудоване на FLTK
- TorApp.Info Online Security Printing Platform which is a google native client based on fltk.
- Prodatum [Архівовано 18 квітня 2012 у Wayback Machine.] synthesizer preset editor (uses a lifelike interface design)
- ITK-SNAP which is an open-source software application for medical image segmentation.
- The open-source deep-paint software CinePaint is migrating from GTK+ to FLTK.
- FLWM, an X window manager
- miwm, an X window manager
- Nuke, a piece of high-end digital compositing software. (Until version 5, now replaced by Qt (toolkit))
- The Windows port of SmallBASIC
- The open-source poster printing software PosteRazor [Архівовано 22 вересня 2019 у Wayback Machine.] (Windows, Mac OS X, Linux).
- The BVH editor Avimator
- Dillo web browser. Note that Dillo-2 was based on FLTK-2 and the abandonment of this branch, without an official release, has ben a major factor in causing Dillo-3 to be started, using FLTK1.3.
- Gmsh, an open-source Finite element mesh generator
- EDE - Equinox Desktop Environment
- Open Movie Editor [Архівовано 18 травня 2012 у Wayback Machine.]
- ZynAddSubFX, an open-source software synthesizer
- The Agenda VR3 Linux-based Personal Digital Assistant's software was based on FLTK, as was much of the software developed for it by third-parties
- ForcePAD [Архівовано 27 лютого 2012 у Wayback Machine.] an intuitive tool for visualising the behavior of structures subjected to loading and boundary conditions
- FlBurn [Архівовано 1 липня 2012 у Wayback Machine.] optical disc burning software for Linux.
- DiSTI's GL Studio [Архівовано 15 серпня 2012 у Wayback Machine.] Human-Machine Interface Development tool.
- Amnesia: The Dark Descent a game by Frictional Games uses FLTK for its launcher application.
- Fldigi, Програмне забезпечення для аматорського радіо, яке дозволяє передавати дані та текстовий чат у  цифрових режимах, наприклад PSK31.
- Giada - Your Hardcore Loopmachine [Архівовано 25 вересня 2011 у Wayback Machine.], a looper/micro-sequencer/sample player software (open-source)
- OpenVSP [Архівовано 23 червня 2012 у Wayback Machine.] - NASA parametric aircraft sketching, recently open-sourced

## Виноски
1. ↑  Article №362: What is FLTK? (англійською) . Архів оригіналу за 10 березня 2012. Процитовано 29 жовтня 2008.